# چشمه‌خانه

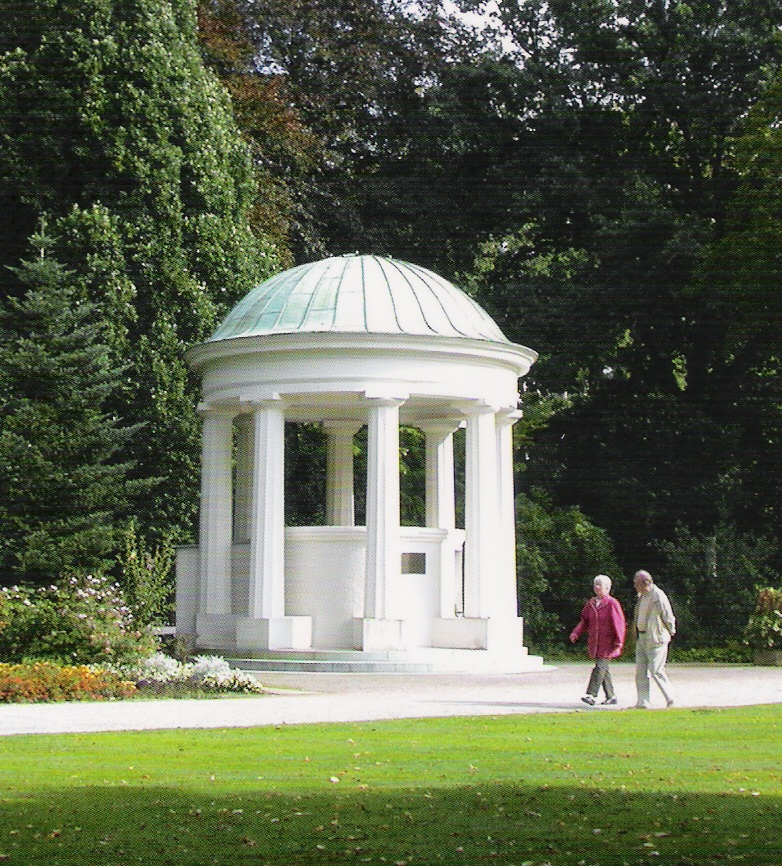
چشمه‌خانه لئوپولد در باغ‌های سالزوفلن، ناحیه لیپ، نوردراین-وستفالن، آلمان

چشمه‌خانه (به انگلیسی: Springhouse)، ساختمان کوچکی است که معمولاً یک اتاق است و روی چشمه ساخته می‌شود. در حالی که هدف اولیه از یک چشمه‌خانه تمیز نگه داشتن آب چشمه با حذف برگ‌های ریخته‌شده، جانوران و دیگر بود، ساختار محصور نیز پیش از ظهور تحویل یخ و سپس برای تبرید الکتریکی مورد بهره‌برداری قرار می‌گرفت. آب چشمه در طول سال دمای خنکی را در داخل چشمه‌خانه حفظ می‌کند. غذاهایی که فاسد می‌شوند، مانند گوشت، میوه، یا محصولات لبنی، می‌توانند در آنجا نگهداری شوند تا از نابودی جانوران نیز در امان باشند؛ بنابراین، چشمه‌خانه‌ها اغلب به‌عنوان تلمبه‌خانه، شیرخانه‌ها و زیرزمین‌های ریشه‌ای نیز عمل می‌کردند.
چشمه‌خانه تاماهاوک در تاماهاوک، ویرجینیای غربی، در سال ۱۹۹۴ در فهرست ملی مکان‌های تاریخی ثبت شد.